# Valentibulla dodsoni
Valentibulla dodsoni är en tvåvingeart som beskrevs av Foote 1987. Valentibulla dodsoni ingår i släktet Valentibulla och familjen borrflugor. Inga underarter finns listade i Catalogue of Life.